# Megistopus flavicornis
Megistopus flavicornis là một loài côn trùng trong họ Myrmeleontidae thuộc bộ Neuroptera. Loài này được Rossi miêu tả năm 1790.